# Zsolt Kalmár
Zsolt Kalmár (Győr, 9 juni 1995) is een Hongaars voetballer die bij voorkeur als aanvallende middenvelder speelt. Op 28 juli 2014 tekende hij een vijfjarig contract bij RB Leipzig, dat hem voor circa €1.000.000,- overnam van Győri ETO FC.

## Erelijst
Győri ETO FC
- Hongaars landskampioen

2012-2013